# Langile Abertzale Iraultzaileen Alderdia
Langile Abertzale Iraultzaileen Alderdia (LAIA), en euskera «Partido de los Trabajadores Patriotas Revolucionarios», fue un partido político del País Vasco (España) de ideología socialista y nacionalista vasca que nació durante los últimos años de la dictadura del general Franco a consecuencia de una escisión de ETA. Sus siglas, laia son también el nombre en euskera de una herramienta agrícola (en castellano, laya).
LAIA participó sucesivamente en la formación de la Koordinadora Abertzale Sozialista (KAS), en la de la coalición Herri Batasuna (HB) y, tras abandonar esta en 1980, en la de la coalición Auzolan. Desapareció a mediados de la década de 1980. Nunca se inscribió en el registro de partidos políticos del Ministerio del Interior, y siempre participó en las elecciones a través de coaliciones.

## Antecedentes: las corrientes obreristas de ETA
En 1958, en plena dictadura del general Franco, surgió la organización armada Euskadi Ta Askatasuna (ETA) como una escisión de la organización juvenil del Partido Nacionalista Vasco (PNV) que provenía a su vez de un grupo de estudiantes universitarios nucleados en torno a Ekin. En consonancia con sus orígenes, el ideario de la nueva organización era el del nacionalismo vasco, si bien se diferenciaba del PNV en que aceptaba la utilización de medios violentos para conseguir sus objetivos políticos, entre los que destacaban la independencia del territorio que los nacionalistas vascos denominaban Euzkadi: las provincias españolas de Álava, Guipúzcoa, Vizcaya y Navarra más una parte del territorio meridional de la región francesa de Aquitania que se denomina habitualmente País Vasco francés.
Además, aunque el PNV fuera un partido católico y conservador, la nueva organización pronto recibiría la influencia de la ideología marxista, muy en boga en los años 1960. Las ideas socialistas (respondiendo a una u otra tendencia dentro de esta ideología) llegaron a ser dominantes en la organización. Sin embargo, la coexistencia de ideas tan aparentemente contradictorias como el nacionalismo radical y el internacionalismo socialista dieron lugar al estallido periódico de conflictos internos.

### La V Asamblea y la escisión marxista-leninista
Así, a finales de 1966 tiene lugar el primer enfrentamiento durante la V Asamblea de la organización armada. Los mayoritarios sectores “nacionalistas” tacharon al minoritario sector “obrerista”, que tenía al frente al director de la Oficina Política Patxi Iturrioz, de “españolista” (una grave acusación dentro de ETA) por pretender establecer alianzas con grupos españoles de izquierda. El sector obrerista se escindió formando una segunda ETA que se dio en llamar ETA Berri (ETA nueva), por contraposición a la “vieja” ETA o ETA Zaharra. La división entre las dos organizaciones subsistió durante unos años, hasta que ETA Berri dio lugar a la formación del Movimiento Comunista de Euskadi (EMK) y acabó disolviéndose en el mismo. El EMK acabaría asumiendo una ideología maoísta y, fiel a la estrategia inicial, se federó con otros partidos similares del resto de España en el Movimiento Comunista de España, desarrollando una participación en la política vasca que sería larga y, generalmente, marginal.

### La VI Asamblea y la escisión nacionalista y militarista
Las tensiones seguirían existiendo en ETA. Un nuevo sector obrerista volvió a crecer y, en la VI Asamblea de la organización celebrada en 1970, se impuso totalmente. Ello supuso el inicio de la mayor crisis en la historia de ETA, hasta el punto de que la condujo literalmente al abandono de las armas. Si siguió existiendo una ETA tras el congreso fue porque los componentes del minoritario sector militarista y nacionalista no aceptaron la situación y se escindieron, creando una tercera ETA, la denominada «ETA V Asamblea». La ETA obrerista, tras perder a gran parte de su militancia en sucesivas escisiones, evolucionó hacia el abandono de las armas, convirtiéndose en la Liga Komunista Iraultzailea (LKI), que acabaría asumiendo la ideología trotskista y colaborando con grupos de esta ideología en la Liga Comunista Revolucionaria (LCR). Este proceso constituyó el primer abandono de las armas por parte de ETA, si bien la nueva «ETA V», conocida de nuevo meramente como ETA tras la transformación de «ETA VI Asamblea» en LKI, tomó el relevo en el uso de la violencia.

## Fundación
A pesar de su enfrentamiento con los sextos y el predominio que en ella tenían el nacionalismo y la acción armada sobre el obrerismo, la nueva ETA-V era consciente de que necesitaba una sección obrera que le permitiera competir tanto con ETA-VI como con el EMK procedente de ETA Berri. A tal fin, creó en 1971 un Frente Obrero encargado de esta labor.
Este Frente Obrero intentaba crear una estructura sindical clandestina de apoyo, labor en la que competía con las Comisiones Obreras impulsadas por el Partido Comunista de España y con los partidos de extrema izquierda. Su queja habitual consistía en que el Frente Militar solo concebía al primero como un medio de reclutamiento de nuevos activistas y que la represión policial provocada por la actuación de aquel impedía su desarrollo. Las discrepancias entre la dirección de ETA y el Frente Militar, por un lado, y el Frente Obrero, por otro, comenzaron pronto, pero se agravaron sustancialmente tras el atentado mortal contra el presidente del gobierno Luis Carrero Blanco el 20 de diciembre de 1973, que el Frente Obrero calificó como grave error. A partir de ese momento, el Frente Obrero comenzó a funcionar casi autónomamente y la dirección, consciente de que se iba a producir una nueva escisión, decidió reformar la organización interna con el fin de crear una nueva estructura obrera paralela. La percepción por el Frente Obrero de esta maniobra le condujo al abandono de ETA en mayo de 1974.
Aunque no todo el Frente Obrero se mantuvo unido después de la escisión, su sector mayoritario (casi todos los guipuzcoanos y una parte de los vizcaínos) decidió formar un nuevo partido político al que denominó Langile Abertzale Iraultzaileen Alderdia o Partido de los Trabajadores Patriotas Revolucionarios (LAIA), que celebró su asamblea fundacional en agosto de 1974. De esta forma, el nuevo LAIA fue el primero y más antiguo de los partidos de la denominada izquierda abertzale (el sector político constituido por los partidos nacionalistas vascos de izquierda surgidos de ETA o su entorno). Esta nueva ruptura fue menos traumática que las que tuvieron lugar en la V y en la VI asambleas debido a que el nuevo grupo disidente no pretendió en ningún momento mantener el nombre ni la metodología y organización de ETA, sino constituir un partido marxista que desarrollase una lucha de masas. En este sentido, a finales de 1974 impulsó la creación de una organización sindical afín que recibiría el nombre de Langile Abertzale Komiteak o Comités de Trabajadores Patriotas (LAK).

### Ideología y táctica
El partido sería, al menos en sus primeros años de vida, uno de los más extremistas de la izquierda vasca radical. Aunque oficialmente solo se definía como marxista, se caracterizaba por profesar un marxismo-leninismo heterodoxo, con elementos trotskistas que no quisieron vincularse a ETA-VI y con otros lindantes con el anarquismo en las líneas denominadas marxismo libertario y movimiento autónomo. El nuevo partido no negó la validez de los métodos violentos a nivel teórico e, incluso, utilizó la violencia al principio para financiarse.

## Evolución posterior
En 1976 se celebró la II Asamblea en la que se produjo la división de LAIA en dos corrientes: LAIA (bai) (si) y LAIA (ez) (no); LAIA (bai) apoyaba la Alternativa KAS y LAIA (ez) estaba en contra por considerarla insuficiente. LAIA (bai), mayoritaria, recuperaría tiempo más tarde el nombre de LAIA y quedaría integrada dentro de la Koordinadora Abertzale Sozialista (KAS). Como miembro de KAS boicoteó las primeras elecciones legislativas en España tras la muerte de Franco, así como la Constitución Española a la que se opuso frontalmente.
Por su parte, LAIA (ez) pasaría a llamarse LAIAK (añadiendo una K de Komunista) y tendría una orientación ácrata. Tras fracasar diversos intentos de agrupar las organizaciones políticas civiles con una orientación similar (Askatasuna, LAK, OCA-EKA y otros colectivos que se definían como asamblearios), la experiencia destinada a durar sería de naturaleza armada: los Comandos Autónomos Anticapitalistas, donde confluyeron militantes procedentes de diversas organizaciones políticas, entre ellas LAIAK.
En 1977, en el III Congreso de LAIA la principal disputa se debió al carácter marxista-leninista que tenía el partido Herri Alderdi Sozialista Iraultzailea (HASI), preponderante en KAS, y que no coincidía con la línea política de LAIA. En 1978, junto con HASI y otros partidos de izquierda nacionalista no pertenecientes a KAS, como el Partido Socialista Vasco (ESB-PSV) y Acción Nacionalista Vasca (ANV), fundó la coalición electoral Herri Batasuna.
LAIA se mantendría dentro de la coalición dos años para abandonarla a principios de 1980, junto con ESB-PSV. También abandonó la coordinadora KAS. La razón del abandono de Herri Batasuna fue el carácter preponderante que KAS había tomado en la coalición marginando a los partidos integrantes, especialmente a LAIA y ESB-PSV, que eran partidarios de la participación de Herri Batasuna en las instituciones políticas. Además, LAIA se había enfrentado directamente con ETA militar en KAS, negándose a seguir sus directrices.
Después de su salida de Herri Batasuna, LAIA quedó como un partidario minoritario que crearía una nueva coalición llamada Auzolan, junto con la Liga Komunista Iraultzailea (LKI) y Nueva Izquierda (un grupo escindido de Euskadiko Ezkerra). Auzolan fracasaría en las elecciones de 1984 y LAIA desapareció ese mismo año.